# Hillhampton
Hillhampton – osada w Anglii, w hrabstwie Worcestershire, w dystrykcie Malvern Hills. Leży 14 km na północny zachód od miasta Worcester i 175 km na północny zachód od Londynu.